# Måtte Schmidt
Maurits "Måtte" Schmidt, född 3 januari 1868 i Kalmar, död 11 mars 1929, var en svensk tandläkare och författare.
Måtte Schmidt var son till stadsfältskären C. Ludvig Magnus Schmidt och Fredrika Schmidt, född Söderlund. Han avlade studentexamen i Kalmar 1886 och tandläkarexamen 1890. Schmidt var praktiserande tandläkare i Kalmar 1890–1904 och därefter i Stockholm. Han var ordförande i Svenska tandläkarsällskapet 1908–1910. Han gifte sig 1892 med Ingeborg Elvira Engström (född 1873), dotter till grosshandlare O. Engström och Emma Rosengren.